# 남아프리카 항공의 운항 노선
남아프리카 항공의 운항 노선은 다음과 같다. 단 남아프리카 익스프레스의 운항 노선은 포함하지 않는다.

## 운항 노선

### 아프리카

#### 서아프리카
- 가나
  - 아크라 - 코토카 국제공항
- 코트디부아르
  - 아비장 - 포르부에 공항
- 콩고 민주 공화국
  - 킨샤사 - 은지리 공항
  - 루붐바시 - 루붐바시 공항

#### 남아프리카
- 나미비아
  - 빈트후크 - 빈트후크 호세아 쿠타코 국제공항
- 나이지리아
  - 라고스 - 무르탈라 모하메드 국제공항
- 남아프리카 공화국
  - 케이프타운 - 케이프타운 국제공항 포커스 시티
  - 더반 - 킹 샤카 국제공항
  - 요하네스버그 - OR 탐보 국제공항 허브
  - 포트엘리자베스 – 포트엘리자베스 공항
- 잠비아
  - 루사카 - 루사카 공항
- 짐바브웨
  - 하라레 - 하라레 국제공항

#### 동아프리카
- 모리셔스
  - 포트루이스 - 시우 사구르 람룰람경 국제공항
- 모잠비크
  - 마푸투 - 마푸투 국제공항

### 아메리카

#### 남아메리카
- 브라질
  - 상파울루 - 상파울루 구아룰류스 국제공항

### 오세아니아
- 오스트레일리아
  - 퍼스 – 퍼스 공항[2]

## 과거 취항지

### 아시아

#### 동아시아
- 중화인민공화국
  - 베이징 - 베이징 서우두 국제공항
  - 광저우 - 광저우 바이윈 국제공항
- 홍콩
  - 홍콩 - 홍콩 첵랍콕 국제공항
- 일본
  - 오사카 - 간사이 국제공항
- 대만
  - 타이베이 - 타이완 타오위안 국제공항

#### 동남아시아
- 태국
  - 방콕 - 수완나품 국제공항
- 싱가포르
  - 싱가포르 - 싱가포르 창이 국제공항

#### 남아시아
- 스리랑카
  - 콜롬보 - 반다라나이케 국제공항[3]
- 인도
  - 뭄바이 - 차트라파티 시바지 국제공항

#### 서남아시아
- 아랍에미리트
  - 두바이 - 두바이 국제공항
- 이스라엘
  - 텔아비브 - 벤구리온 국제공항

### 아프리카

#### 북아프리카
- 카보베르데
  - 셀 - 아밀카르 카브랄 국제공항

#### 서아프리카
- 베냉
  - 코토누 - 카제훈 공항
- 앙골라
  - 루안다 - 루안다 콰트루 드 페베레이루 공항
- 카메룬
  - 두알라 - 두알라 국제공항

#### 중앙아프리카
- 가봉
  - 리브르빌 - 리브르빌 국제공항

#### 남아프리카
- 잠비아
  - 리빙스턴 - 리빙스턴 공항
- 짐바브웨
  - 하라레 - 하라레 국제공항
- 나이지리아
  - 아부자 - 은남디 아지키웨 국제공항
- 세네갈
  - 다카르 - 레오폴 세다르 상고르 국제공항
- 콩고 공화국
  - 푸앵트누아르 - 푸앵트누아르 공항[4]
- 나미비아
  - 케이트만스호프 - 케이트만스호프 공항[5]
- 남아프리카 공화국
  - 블룸폰테인 - 블룸폰테인 공항[5]
  - 알렉산더 베이 - 알렉산더 베이 공항[5]
  - 어핑톤 - 어핑톤 공항[5]
  - 이스트런던 - 이스트런던 공항
  - 킴벌리 - 킴벌리 공항[5]
- 레소토
  - 마세루 - 모셰셰 1세 국제공항[5]
- 보츠와나
  - 프랜치스타운 - 프랜치스타운 공항[5]
- 세이셸
  - 마헤 - 세이셸 국제공항[3]
- 에스와티니
  - 만치니 - 마차파 공항[5]
- 짐바브웨
  - 블라와요 - 조슈아 음카부코 은코모 국제공항[5]

#### 동아프리카
- 우간다
  - 엔테베 - 엔테베 국제공항
- 르완다
  - 키갈리 - 키갈리 국제공항
- 말라위
  - 릴롱궤 - 릴롱궤 국제공항
  - 블랜타이어 - 칠레카 국제공항
- 부룬디
  - 부줌부라 - 부줌부라 국제공항
- 케냐
  - 나이로비 - 조모 케냐타 국제공항
- 탄자니아
  - 다르에스살람 - 줄리어스 니레레 국제공항

### 유럽

#### 서유럽
- 영국
  - 런던 - 런던 히드로 국제공항
  - 맨체스터 - 맨체스터 공항
- 프랑스
  - 파리 - 파리 샤를 드 골 국제공항[3]
- 독일
  - 프랑크푸르트 - 프랑크푸르트 국제공항
  - 뒤셀도르프 - 뒤셀도르프 국제공항
  - 뮌헨 - 뮌헨 국제공항
  - 함부르크 - 함부르크 공항
- 네덜란드
  - 암스테르담 - 암스테르담 스키폴 국제공항[3]
- 룩셈부르크
  - 룩셈부르크 시티 - 룩셈부르크 핀델 국제공항[3]
- 벨기에
  - 브뤼셀 - 브뤼셀 국제공항[3]

#### 중유럽
- 스위스
  - 취리히 - 취리히 국제공항[3]
- 오스트리아
  - 빈 - 빈 국제공항[3]

#### 남유럽
- 그리스
  - 아테네 - 아테네 국제공항[3]
- 스페인 –
  - 마드리드 - 마드리드 바하라스 국제공항[3]
  - 라스팔마스 - 그란 카나리아 공항[3]
- 이탈리아
  - 로마 - 레오나르도 다 빈치 국제공항
  - 밀라노 - 밀라노 말펜사 국제공항[3]
- 키프로스
  - 라르나카 - 라르나카 국제공항
- 포르투갈
  - 리스본 - 리스본 포르텔라 국제공항[3]

#### 북유럽
- 덴마크
  - 코펜하겐 - 코펜하겐 카스트럽 국제공항

### 아메리카

#### 북아메리카
- 미국
  - 워싱턴 D.C. - 워싱턴 덜레스 국제공항
  - 뉴욕 - 존 F. 케네디 국제공항
  - 로스앤젤레스 - 로스앤젤레스 국제공항
  - 마이애미 - 마이애미 국제공항
  - 애틀랜타 - 하츠필드 잭슨 애틀랜타 국제공항
  - 포트로더데일 - 포트로더데일 할리우드 국제공항
  - 휴스턴 - 조지 부시 인터콘티넨털 공항

#### 남아메리카
- 브라질
  - 리우데자네이루 - 리우데자네이루 갈레앙 국제공항[3]
  - 상파울루 - 상파울루 구아룰류스 국제공항

### 오세아니아
- 오스트레일리아
  - 멜버른 - 멜버른 공항[3]
  - 시드니 - 시드니 킹스포드 국제공항
  - 퍼스 – 퍼스 공항